# Alfred Chalk
Alfred Ernest Chalk (Plaistow, Londres, 27 de novembre de 1874 – Bridge, Kent, 25 de juny de 1954) va ser un futbolista anglès que va prendre part en els Jocs Olímpics de París de 1900, on guanyà la medalla d'or com a membre de la selecció britànica, representada per l'Upton Park F.C..